# Chi Li lài
Chi Ly lài hay chi Li lài, còn gọi là chi Lài trâu (danh pháp khoa học: Tabernaemontana) là một chi của khoảng 100-110 loài cây trong họ La bố ma (Apocynaceae), với sự phân bổ rộng khắp vùng nhiệt đới. Chúng là các cây bụi và cây gỗ nhỏ, cao khoảng 1–15 m. Lá thường xanh, mọc đối, dài 3–25 cm, với nhựa màu trắng sữa. Hoa có hương thơm, màu trắng, đường kính 1–5 cm. Các tên gọi trong tiếng Việt cho các loài trong chi này là lài trâu, ly lài, ly, ngọc bút v.v.

## Một số loài
- Tabernaemontana africana: Ly lài châu Phi. Châu Phi.
- Tabernaemontana alba: Ly lài trắng. Trung Mỹ.
- Tabernaemontana amygdalifolia: Ly lài lá đào. Miền nam México, Trung Mỹ, miền bắc Nam Mỹ.
- Tabernaemontana bovina: Lài trâu. Miền nam Trung Quốc tới Thái Lan.
- Tabernaemontana bufalina: Miền nam Trung Quốc tới Thái Lan.
- Tabernaemontana calcarea: Madagascar.
- Tabernaemontana capuronii: Madagascar.
- Tabernaemontana catharinensis: Miền tây Nam Mỹ.
- Tabernaemontana ciliata: Madagascar.
- Tabernaemontana citrifolia: Caribe.
- Tabernaemontana coffeoides: Madagascar.
- Tabernaemontana corymbosa: Đông Nam Á.
- Tabernaemontana crassa: Madagascar.
- Tabernaemontana crassifolia: Madagascar.
- Tabernaemontana cymosa: Miền tây Nam Mỹ.
- Tabernaemontana debrayi: Madagascar.
- Tabernaemontana divaricata: Ngọc bút, lài trâu cánh kép. Miền bắc Ấn Độ tới Thái Lan.
- Tabernaemontana elegans: Nam Phi về phía bắc tới Somalia.
- Tabernaemontana eusepala: Madagascar.
- Tabernaemontana eusepaloides: Madagascar.
- Tabernaemontana heyneana: Ấn Độ.
- Tabernaemontana humblotii: Madagascar.
- Tabernaemontana jasminflora: Ly lài hay ly nhài.
- Tabernaemontana laotica: Ly lài Lào.
- Tabernaemontana microphylla: Ly lài lá nhỏ.
- Tabernaemontana mocquerysii: Madagascar.
- Tabernaemontana pachysiphon: Nhiệt đới Đông Phi.
- Tabernaemontana pandacaqui: Đông Nam Á, miền Australasia, các đảo miền tây Thái Bình Dương.
- Tabernaemontana phymata: Madagascar.
- Tabernaemontana retusa: Madagascar.
- Tabernaemontana rostrata: Đông Nam Á.
- Tabernaemontana sambiranensis: Madagascar.
- Tabernaemontana sananho: Miền bắc Nam Mỹ.
- Tabernaemontana sessilifolia: Madagascar.
- Tabernaemontana siphilitica: Miền bắc Nam Mỹ.
- Tabernaemontana stellata: Madagascar.
- Tabernaemontana ventricosa: Nam Phi.

### Trồng
Giống Plena của loài T. divaricata với hoa cánh kép, là một loại cây cảnh phổ biến.